# Tipsport Premier League 2021
Tipsport Premier League 2021 byl šipkový turnaj ze série Tipsport Premier League – jednalo se o druhý ročník v historii. Inspirací pro tento turnaj byla Premier League Darts, turnaj organizovaný šipkařskou profesionální organizací PDC. Nápad na zorganizování turnaje vznikl během pandemie covidu-19 v roce 2020 a po prvním ročníku se rozhodlo o pokračování i v dalších letech. Obhájcem titulu z roku 2020 byl Vítězslav Sedlák, kterému se podařilo prvenství obhájit, když v tomto ročníku porazil ve finále poměrem 10-8 Jana Hlaváčka.

## Formát
Formát turnaje je podobný Premier League Darts, turnaji organizovaném šipkařskou profesionální organizací PDC. Výraznou změnou je nemožnost remízy, každý zápas má svého vítěze a poraženého. Zápas začíná rozhozem na střed o to, kdo bude začínat. Jako první na střed hází hráč uvedený v rozpise na prvním místě. Hodnoty rozhozu jsou: 50 – červený střed; 25 – zelený střed; mimo. Pokud oba hráči hodí stejnou hodnotu, hod na střed se opakuje v obráceném pořadí a to až do rozhodnutí. 
Fáze 1:  V první fázi soutěže (9 kol) hráči odehrají zápasy každý s každým na 6 vítězných legů. Poslední dva hráči v celkové tabulce na konci fáze 1 ze soutěže vypadávají.
Fáze 2: Ve druhé části (7 kol) se 8 postupujících utká opět každý s každým na 7 vítězných legů. Výsledky z první fáze soutěže se počítají. První 4 hráči v celkové tabulce postoupí do finálového večera.
Playoff: Ve finálové části se utká první se čtvrtým a druhý se třetím po základní části. Vítězové se utkají o titul vítěze Tipsport Premier League 2021. Semifinále i finále se bude hrát na 10 vítězných legů.

## Místa konání
Z důvodu opatření vlády České republiky při celosvětové pandemii covidu-19 hrají všichni účastníci ze svého domova. Všichni hráči mají ve svém domácím prostředí připravenou webkameru, pomocí které je možnost sledovat každou odhozenou šipku. Hráči po každém svém hodu nahlásí počet hozených bodů. 

## Prize money
Celková výše prize money pro ročník 2021 byla 100 000 Kč, částka byla rozdělena mezi všechny zúčastněné dle jejich konečného umístění. 
| Umístění           | Prize Money |  |
| ------------------ | ----------- |  |
| Vítěz              | 27 000 Kč   |  |
| Finalista          | 14 000 Kč   |  |
| Semifinalisté (x2) | 11 000 Kč   |  |
| 5. místo           | 9 000 Kč    |  |
| 6. místo           | 8 000 Kč    |  |
| 7. místo           | 7 000 Kč    |  |
| 8. místo           | 6 000 Kč    |  |
| 9. místo           | 4 000 Kč    |  |
| 10. místo          | 3 000 Kč    |  |
|                    |             |  |
| Celkem             | 100 000 Kč  |  |

## Hráči
Pro druhý ročník Tipsport Premier League bylo vybráno 10 hráčů. Čtyři hráči (Daniel Barbořák, Jan Hlaváček, Vítězslav Sedlák a Martin Ziman) se kvalifikovali přes žebříček ČAOŠ (Česká asociace online šipek). Dalších šest hráčů obdrželo tzv. divokou kartu - z loňských účastníků bývalý reprezentant České republiky na PDC World Cup of Darts, Pavel Jirkal, dále Alexander Mašek a Michal Šmejda, nově Roman Benischko, Jan Holec a Martin Komora. 
| Hráč             |
| ---------------- |
| Daniel Barbořák  |
| Roman Benischko  |
| Jan Hlaváček     |
| Jan Holec        |
| Pavel Jirkal     |
| Martin Komora    |
| Alexander Mašek  |
| Vítězslav Sedlák |
| Michal Šmejda    |
| Martin Ziman     |

## Ligová kola

### 29. března – kolo 1.  (fáze 1)
(na 6 vítězných legů)  

|                                        | Skóre |                             |
| -------------------------------------- | ----- | --------------------------- |
| Pavel Jirkal 71.80 (6%)                | 1 – 6 | Alexander Mašek 74.59 (29%) |
| Martin Ziman 77.78 (50%)               | 6 – 5 | Vítězslav Sedlák 79.68(26%) |
| Jan Hlaváček 89.18 (55%)               | 6 – 1 | Martin Komora 73.95 (100%)  |
| Roman Benischko 75.27 (29%)            | 6 – 5 | Jan Holec 72.50 (26%)       |
| Daniel Barbořák 76.57 (30%)            | 6 – 1 | Michal Šmejda 72.90 (33%)   |
| Celkový průměr kola: 76.42             |       |                             |
| Nejvyšší zavření: Vítězslav Sedlák 122 |       |                             |
| Počet 180: Vítězslav Sedlák 3          |       |                             |

### 30. března – kolo 2.  (fáze 1)
(na 6 vítězných legů)  

|                                            | Skóre |                             |
| ------------------------------------------ | ----- | --------------------------- |
| Alexander Mašek 83.40 (26%)                | 6 – 1 | Martin Ziman 67.67 (33%)    |
| Vítězslav Sedlák 85.29 (55%)               | 6 – 4 | Daniel Barbořák 87.67 (36%) |
| Pavel Jirkal 77.81 (80%)                   | 4 – 6 | Martin Komora 77.04 (38%)   |
| Michal Šmejda 73.48 (31%)                  | 4 – 6 | Roman Benischko 74.92 (27%) |
| Jan Holec 70.24 (25%)                      | 2 – 6 | Jan Hlaváček 84.43 (38%)    |
| Celkový průměr kola: 78.20                 |       |                             |
| Nejvyšší zavření: Vítězslav Sedlák 164     |       |                             |
| Počet 180: Daniel Barbořák, Jan Hlaváček 2 |       |                             |

### 12. dubna – kolo 3.  (fáze 1)
(na 6 vítězných legů)  

|                                       | Skóre |                              |
| ------------------------------------- | ----- | ---------------------------- |
| Jan Holec 61.15 (10%)                 | 1 – 6 | Vítězslav Sedlák 84.12 (32%) |
| Roman Benischko 78.72 (55%)           | 6 – 5 | Pavel Jirkal 79.69 (21%)     |
| Jan Hlaváček 79.08 (20%)              | 2 – 6 | Alexander Mašek 87.15 (29%)  |
| Martin Komora 78.23 (37%)             | 6 – 4 | Michal Šmejda 79.91 (24%)    |
| Daniel Barbořák 71.49 (12%)           | 3 – 6 | Martin Ziman 75.42 (50%)     |
| Celkový průměr kola: 77.50            |       |                              |
| Nejvyšší zavření: Alexander Mašek 160 |       |                              |
| Počet 180: Roman Benischko 3          |       |                              |

### 13. dubna – kolo 4.  (fáze 1)
(na 6 vítězných legů) 

|                                       | Skóre |                              |
| ------------------------------------- | ----- | ---------------------------- |
| Martin Komora 75.66 (50%)             | 1 – 6 | Vítězslav Sedlák 89.03 (60%) |
| Michal Šmejda 73.51 (30%)             | 6 – 5 | Alexander Mašek 74.81 (25%)  |
| Jan Hlaváček 87.48 (46%)              | 6 – 3 | Martin Ziman 81.06 (23%)     |
| Jan Holec 68.18 (25%)                 | 2 – 6 | Pavel Jirkal 81.08 (40%)     |
| Roman Benischko 75.75 (46%)           | 6 – 5 | Daniel Barbořák 81.92 (45%)  |
| Celkový průměr kola: 78.84            |       |                              |
| Nejvyšší zavření: Daniel Barbořák 161 |       |                              |
| Počet 180: Martin Ziman 3             |       |                              |

### 26. dubna – kolo 5.  (fáze 1)
(na 6 vítězných legů) 

|                                                          | Skóre |                             |
| -------------------------------------------------------- | ----- | --------------------------- |
| Vítězslav Sedlák 87.79 (35%)                             | 6 – 5 | Pavel Jirkal 87.72 (31%)    |
| Jan Hlaváček 89.29 (50%)                                 | 6 – 0 | Roman Benischko 68.85 (0%)  |
| Michal Šmejda 76.47 (60%)                                | 6 – 2 | Martin Ziman 69.52 (29%)    |
| Martin Komora 87.00 (31%)                                | 4 – 6 | Alexander Mašek 85.37 (46%) |
| Jan Holec 66.59 (22%)                                    | 2 – 6 | Daniel Barbořák 77.45 (33%) |
| Celkový průměr kola: 79.60                               |       |                             |
| Nejvyšší zavření: Alexander Mašek 161                    |       |                             |
| Počet 180: Pavel Jirkal, Jan Hlaváček, Daniel Barbořák 1 |       |                             |

### 27. dubna – kolo 6.  (fáze 1)
(na 6 vítězných legů)

|                                            | Skóre |                              |
| ------------------------------------------ | ----- | ---------------------------- |
| Alexander Mašek 78.86 (20%)                | 1 – 6 | Vítězslav Sedlák 81.42 (43%) |
| Martin Ziman 74.88 (86%)                   | 6 – 3 | Jan Holec 72.64 (25%)        |
| Roman Benischko 69.03 (25%)                | 4 – 6 | Martin Komora 70.99 (23%)    |
| Pavel Jirkal 84.43 (22%)                   | 5 – 6 | Michal Šmejda 85.79 (37%)    |
| Daniel Barbořák 72.76 (33%)                | 1 – 6 | Jan Hlaváček 83.39 (60%)     |
| Celkový průměr kola: 77.42                 |       |                              |
| Nejvyšší zavření: Martin Ziman 130         |       |                              |
| Počet 180: Pavel Jirkal, Roman Benischko 2 |       |                              |

### 3. května – kolo 7.  (fáze 1)
(na 6 vítězných legů)

|                                       | Skóre |                              |
| ------------------------------------- | ----- | ---------------------------- |
| Daniel Barbořák 84.05 (33%)           | 4 – 6 | Alexander Mašek 81.74 (50%)  |
| Roman Benischko 70.60 (19%)           | 3 – 6 | Vítězslav Sedlák 80.91 (32%) |
| Martin Ziman 78.90 (42%)              | 5 – 6 | Pavel Jirkal 81.55 (35%)     |
| Jan Hlaváček 83.04 (23%)              | 6 – 5 | Michal Šmejda 80.64 (45%)    |
| Martin Komora 69.37 (30%)             | 6 – 0 | Jan Holec 61.68 (0%)         |
| Celkový průměr kola: 77.25            |       |                              |
| Nejvyšší zavření: Alexander Mašek 115 |       |                              |
| Počet 180: Vítězslav Sedlák 4         |       |                              |

### 4. května – kolo 8.  (fáze 1)
(na 6 vítězných legů)

|                                        | Skóre |                             |
| -------------------------------------- | ----- | --------------------------- |
| Martin Komora 79.55 (0%)               | 0 – 6 | Daniel Barbořák 86.71 (55%) |
| Vítězslav Sedlák 85.05 (50%)           | 6 – 1 | Michal Šmejda 75.75 (17%)   |
| Martin Ziman 72.14 (33%)               | 3 – 6 | Roman Benischko 78.56 (40%) |
| Alexander Mašek 85.07 (29%)            | 6 – 2 | Jan Holec 77.30 (20%)       |
| Pavel Jirkal 70.94 (40%)               | 2 – 6 | Jan Hlaváček 79.27 (23%)    |
| Celkový průměr kola: 79.03             |       |                             |
| Nejvyšší zavření: Vítězslav Sedlák 116 |       |                             |
| Počet 180: Vítězslav Sedlák 2          |       |                             |

### 10. května – kolo 9.  (fáze 1)
(na 6 vítězných legů)

|                                                                               | Skóre |                             |
| ----------------------------------------------------------------------------- | ----- | --------------------------- |
| Michal Šmejda 73.92 (26%)                                                     | 6 – 0 | Jan Holec 62.59 (0%)        |
| Alexander Mašek 77.84 (26%)                                                   | 6 – 4 | Roman Benischko 71.44 (57%) |
| Martin Ziman 72.46 (7%)                                                       | 2 – 6 | Martin Komora 79.24 (33%)   |
| Pavel Jirkal 73.49 (22%)                                                      | 4 – 6 | Daniel Barbořák 78.13 (33%) |
| Vítězslav Sedlák 82.09 (38%)                                                  | 6 – 1 | Jan Hlaváček 80.06 (14%)    |
| Celkový průměr kola: 75.13                                                    |       |                             |
| Nejvyšší zavření: Vítězslav Sedlák 158                                        |       |                             |
| Počet 180: Alexander Mašek, Roman Benischko, Jan Hlaváček, Vítězslav Sedlák 1 |       |                             |

### 11. května – kolo 10.  (fáze 2)
(na 7 vítězných legů)

|                                                             | Skóre |                             |
| ----------------------------------------------------------- | ----- | --------------------------- |
| Michal Šmejda 79.95 (33%)                                   | 5 – 7 | Jan Hlaváček 80.83 (32%)    |
| Vítězslav Sedlák 77.32 (30%)                                | 7 – 6 | Martin Ziman 76.87 (35%)    |
| Alexander Mašek 84.06 (33%)                                 | 7 – 2 | Martin Komora 77.70 (25%)   |
| Daniel Barbořák 85.03 (54%)                                 | 7 – 4 | Roman Benischko 77.28 (40%) |
| Celkový průměr kola: 79.88                                  |       |                             |
| Nejvyšší zavření: Alexander Mašek 121                       |       |                             |
| Počet 180: Alexander Mašek, Jan Hlaváček, Daniel Barbořák 1 |       |                             |

### 17. května – kolo 11.  (fáze 2)
(na 7 vítězných legů)

|                                       | Skóre |                              |
| ------------------------------------- | ----- | ---------------------------- |
| Roman Benischko 79.22 (58%)           | 7 – 2 | Alexander Mašek 78.84 (15%)  |
| Daniel Barbořák 78.36 (21%)           | 7 – 5 | Vítězslav Sedlák 78.67 (25%) |
| Martin Ziman 76.58 (29%)              | 7 – 6 | Michal Šmejda 77.94 (24%)    |
| Martin Komora 72.39 (14%)             | 3 – 7 | Jan Hlaváček 71.80 (26%)     |
| Celkový průměr kola: 76.73            |       |                              |
| Nejvyšší zavření: Roman Benischko 138 |       |                              |
| Počet 180: Martin Ziman 3             |       |                              |

### 18. května – kolo 12.  (fáze 2)
(na 7 vítězných legů)

|                                    | Skóre |                              |
| ---------------------------------- | ----- | ---------------------------- |
| Martin Komora 67.61 (21%)          | 7 – 4 | Roman Benischko 61.60 (44%)  |
| Martin Ziman 77.97 (33%)           | 6 – 7 | Daniel Barbořák 79.42 (32%)  |
| Alexander Mašek 78.20 (24%)        | 5 – 7 | Michal Šmejda 82.65 (37%)    |
| Jan Hlaváček 86.21 (44%)           | 7 – 4 | Vítězslav Sedlák 90.55 (21%) |
| Celkový průměr kola: 78.03         |       |                              |
| Nejvyšší zavření: Martin Ziman 124 |       |                              |
| Počet 180: Vítězslav Sedlák 4      |       |                              |

### 31. května – kolo 13.  (fáze 2)
(na 7 vítězných legů)

|                                    | Skóre |                             |
| ---------------------------------- | ----- | --------------------------- |
| Jan Hlaváček 84.16 (41%)           | 7 – 6 | Daniel Barbořák 81.96 (32%) |
| Vítězslav Sedlák 83.88 (35%)       | 7 – 3 | Alexander Mašek 80.21 (19%) |
| Roman Benischko 72.76 (41%)        | 7 – 3 | Martin Ziman 68.97 (25%)    |
| Michal Šmejda 68.62 (29%)          | 4 – 7 | Martin Komora 78.02 (41%)   |
| Celkový průměr kola: 77.32         |       |                             |
| Nejvyšší zavření: Jan Hlaváček 125 |       |                             |
| Počet 180: Vítězslav Sedlák 4      |       |                             |

### 1. června – kolo 14.  (fáze 2)
(na 7 vítězných legů)

|                                    | Skóre |                             |
| ---------------------------------- | ----- | --------------------------- |
| Alexander Mašek 79.60 (43%)        | 6 – 7 | Daniel Barbořák 82.85 (25%) |
| Vítězslav Sedlák 84.00 (32%)       | 7 – 1 | Martin Komora 74.98 (7%)    |
| Martin Ziman 68.63 (50%)           | 1 – 7 | Jan Hlaváček 81.87 (37%)    |
| Roman Benischko 69.38 (25%)        | 6 – 7 | Michal Šmejda 73.65 (19%)   |
| Celkový průměr kola: 76.87         |       |                             |
| Nejvyšší zavření: Jan Hlaváček 130 |       |                             |
| Počet 180: Vítězslav Sedlák 3      |       |                             |

### 7. června – kolo 15.  (fáze 2)
(na 7 vítězných legů)

|                                                      | Skóre |                              |
| ---------------------------------------------------- | ----- | ---------------------------- |
| Martin Ziman 76.72 (30%)                             | 3 – 7 | Alexander Mašek 76.95 (58%)  |
| Michal Šmejda 74.58 (26%)                            | 7 – 6 | Vítězslav Sedlák 76.60 (25%) |
| Daniel Barbořák 83.53 (54%)                          | 7 – 4 | Martin Komora 79.65 (33%)    |
| Roman Benischko 80.12 (40%)                          | 4 – 7 | Jan Hlaváček 85.94 (70%)     |
| Celkový průměr kola: 79.27                           |       |                              |
| Nejvyšší zavření: Jan Hlaváček a Alexander Mašek 116 |       |                              |
| Počet 180: Daniel Barbořák 3                         |       |                              |

### 8. června – kolo 16.  (fáze 2)
(na 7 vítězných legů)

|                                       | Skóre |                             |
| ------------------------------------- | ----- | --------------------------- |
| Martin Komora 75.76 (39%)             | 7 – 6 | Martin Ziman 77.07 (46%)    |
| Vítězslav Sedlák 78.56 (24%)          | 7 – 5 | Roman Benischko 74.28 (45%) |
| Alexander Mašek 78.69 (33%)           | 3 – 7 | Jan Hlaváček 85.69 (37%)    |
| Michal Šmejda 82.55 (30%)             | 7 – 6 | Daniel Barbořák 78.00 (22%) |
| Celkový průměr kola: 78.23            |       |                             |
| Nejvyšší zavření: Roman Benischko 111 |       |                             |
| Počet 180: Daniel Barbořák 5          |       |                             |

## Playoff – 9. června
|                                       | Skóre  |                        |
| ------------------------------------- | ------ | ---------------------- |
| Semifinále (na 10 vítězných legů)     |        |                        |
| Jan Hlaváček 83.09                    | 10 – 6 | Alexander Mašek 83.33  |
| Vítězslav Sedlák 78.57                | 10 – 5 | Daniel Barbořák 76.79  |
| Finále (na 10 vítězných legů)         |        |                        |
| Jan Hlaváček 79.35                    | 8 – 10 | Vítězslav Sedlák 79.52 |
| Celkový průměr večera: 80.11          |        |                        |
| Nejvyšší zavření: Alexander Mašek 153 |        |                        |
| Počet 180: Jan Hlaváček 5             |        |                        |

## Tabulky

### Celková tabulka
Po prvních 9 kolech ve fázi 1 vypadávají ze soutěže poslední dva hráči. Ve fázi 2 se osm zbývajících hráčů v rámci dalších sedmi kol opět utká každý s každým. První čtyři hráči v celkové tabulce po fázi 2 postoupí do semifinále, které se hraje KO soubojem. Vítězové ze semifinálových klání se utkají ve finále o titul. 
Vítěz utkání získává do tabulky 1 bod, poražený nezískává žádné body. O pořadí v tabulce a případném postupu rozhoduje: 
1. Počet bodů (za výhru hráč získá do tabulky jeden bod)
2. Rozdíl +/- legů
3. Počet vyhraných legů proti podání
4. Nejvyšší zahraný průměr v jednom zápase
5. Rozhoz na 9 šipek

| #  | Jméno                | Body | Zápasy | Zápasy | Zápasy | Legy | Legy | Legy | Legy | Statistiky | Statistiky | Statistiky | Statistiky | Statistiky | Statistiky |
| #  | Jméno                | Body | Z      | V      | P      | L+   | L-   | +/-  | LVPP | 100+       | 140+       | 180        | P          | NCh        | Ch%        |
| -- | -------------------- | ---- | ------ | ------ | ------ | ---- | ---- | ---- | ---- | ---------- | ---------- | ---------- | ---------- | ---------- | ---------- |
| 1  | Jan Hlaváček (Q)     | 14   | 16     | 14     | 2      | 94   | 52   | +42  | 40   | 300        | 100        | 14         | 83.23      | 130        | 36,43%     |
| 2  | Vítězslav Sedlák (Q) | 12   | 16     | 12     | 4      | 96   | 59   | +37  | 37   | 287        | 117        | 29         | 82.82      | 164        | 35,04%     |
| 3  | Daniel Barbořák (Q)  | 9    | 16     | 9      | 7      | 88   | 76   | +12  | 32   | 246        | 77         | 18         | 80.37      | 161        | 32,12%     |
| 4  | Alexander Mašek (Q)  | 9    | 16     | 9      | 7      | 81   | 70   | +11  | 30   | 329        | 108        | 16         | 80.34      | 161        | 30,57%     |
| 5  | Michal Šmejda (E)    | 8    | 16     | 8      | 8      | 82   | 86   | -4   | 24   | 303        | 78         | 8          | 77.02      | 106        | 29,50%     |
| 6  | Martin Komora (E)    | 8    | 16     | 8      | 8      | 67   | 80   | -13  | 21   | 245        | 69         | 4          | 76.07      | 119        | 28,14%     |
| 7  | Roman Benischko (E)  | 7    | 16     | 7      | 9      | 78   | 86   | -8   | 31   | 236        | 49         | 10         | 73.61      | 138        | 36,45%     |
| 8  | Martin Ziman (E)     | 4    | 16     | 4      | 12     | 66   | 95   | -29  | 24   | 240        | 61         | 12         | 74.54      | 130        | 32,84%     |
| 9  | Pavel Jirkal (E)     | 2    | 9      | 2      | 7      | 38   | 49   | -11  | 13   | 178        | 53         | 8          | 78.72      | 140        | 28,33%     |
| 10 | Jan Holec (E)        | 0    | 9      | 0      | 9      | 17   | 54   | -37  | 8    | 86         | 28         | 4          | 68.10      | 128        | 20,48%     |

(Q) = Kvalifikován do Playoff ; (E) = Eliminován ze souboje o Playoff

### Forma
| Daniel Barbořák  | V | P | P | P | V | P | P | V | V | V | V | V | P | V | V | P | P | – |
| Roman Benischko  | V | V | V | V | P | P | P | V | P | P | V | P | V | P | P | P | – | – |
| Jan Hlaváček     | V | V | P | V | V | V | V | V | P | V | V | V | V | V | V | V | V | P |
| Jan Holec        | P | P | P | P | P | P | P | P | P | – | – | – | – | – | – | – | – | – |
| Pavel Jirkal     | P | P | P | V | P | P | V | P | P | – | – | – | – | – | – | – | – | – |
| Martin Komora    | P | V | V | P | P | V | V | P | V | P | P | V | V | P | P | V | – | – |
| Alexander Mašek  | V | V | V | P | V | P | V | V | V | V | P | P | P | P | V | P | P | – |
| Vítězslav Sedlák | P | V | V | V | V | V | V | V | V | V | P | P | V | V | V | V | V | V |
| Michal Šmejda    | P | P | P | V | V | V | P | P | V | P | P | V | P | V | V | V | – | – |
| Martin Ziman     | V | P | V | P | P | V | P | P | P | P | V | P | P | P | P | P | – | – |

### Vývoj umístění
| Hráč             | Fáze 1, Kola 1 až 9 | Fáze 1, Kola 1 až 9 | Fáze 1, Kola 1 až 9 | Fáze 1, Kola 1 až 9 | Fáze 1, Kola 1 až 9 | Fáze 1, Kola 1 až 9 | Fáze 1, Kola 1 až 9 | Fáze 1, Kola 1 až 9 | Fáze 1, Kola 1 až 9 |    | Fáze 2, Kola 10 až 16 | Fáze 2, Kola 10 až 16 | Fáze 2, Kola 10 až 16 | Fáze 2, Kola 10 až 16 | Fáze 2, Kola 10 až 16 | Fáze 2, Kola 10 až 16 | Fáze 2, Kola 10 až 16 |
| Hráč             | 1                   | 2                   | 3                   | 4                   | 5                   | 6                   | 7                   | 8                   | 9                   | 10 | 11                    | 12                    | 13                    | 14                    | 15                    | 16                    |                       |
| ---------------- | ------------------- | ------------------- | ------------------- | ------------------- | ------------------- | ------------------- | ------------------- | ------------------- | ------------------- | -- | --------------------- | --------------------- | --------------------- | --------------------- | --------------------- | --------------------- | --------------------- |
| Daniel Barbořák  | 3                   | 4                   | 7                   | 7                   | 5                   | 8                   | 8                   | 6                   | 6                   | 4  | 4                     | 4                     | 4                     | 4                     | 4                     | 3                     |                       |
| Roman Benischko  | 4                   | 3                   | 2                   | 1                   | 4                   | 4                   | 5                   | 4                   | 5                   | 6  | 5                     | 5                     | 5                     | 5                     | 6                     | 7                     |                       |
| Jan Hlaváček     | 1                   | 2                   | 4                   | 4                   | 2                   | 1                   | 2                   | 2                   | 2                   | 3  | 2                     | 1                     | 1                     | 1                     | 1                     | 1                     |                       |
| Jan Holec        | 6                   | 8                   | 10                  | 10                  | 10                  | 10                  | 10                  | 10                  | 10                  | –  | –                     | –                     | –                     | –                     | –                     | –                     |                       |
| Pavel Jirkal     | 10                  | 9                   | 8                   | 8                   | 9                   | 9                   | 9                   | 9                   | 9                   | –  | –                     | –                     | –                     | –                     | –                     | –                     |                       |
| Martin Komora    | 8                   | 6                   | 5                   | 6                   | 7                   | 7                   | 4                   | 5                   | 4                   | 5  | 6                     | 6                     | 6                     | 6                     | 7                     | 6                     |                       |
| Alexander Mašek  | 2                   | 1                   | 1                   | 2                   | 1                   | 3                   | 3                   | 3                   | 3                   | 2  | 3                     | 3                     | 3                     | 3                     | 3                     | 4                     |                       |
| Vítězslav Sedlák | 7                   | 5                   | 3                   | 3                   | 3                   | 2                   | 1                   | 1                   | 1                   | 1  | 1                     | 2                     | 2                     | 2                     | 2                     | 2                     |                       |
| Michal Šmejda    | 9                   | 10                  | 9                   | 9                   | 6                   | 5                   | 6                   | 8                   | 7                   | 7  | 7                     | 7                     | 7                     | 7                     | 5                     | 5                     |                       |
| Martin Ziman     | 5                   | 7                   | 6                   | 5                   | 8                   | 6                   | 7                   | 7                   | 8                   | 8  | 8                     | 8                     | 8                     | 8                     | 8                     | 8                     |                       |